# تشيوسانو دي سان دومينيكو
تشيوسانو دي سان دومينيكو، (بالإنجليزية: Chiusano di San Domenico)‏، (أربينو:Chiusànë)، هي بلدة ومدينة و(بلدية) في مقاطعة أفيلينو، كامبانيا، جنوب إيطاليا. تقع تشيوسانو على المنحدر الغربي لجبل تورو، على ارتفاع 750 مترًا (2460 قدمًا) فوق مستوى سطح البحر.

## السكان
في سنة 1861 بلغ عدد السكان 2٬502 نسمة، وتطور العدد ليصل في سنة 2011 لـ 2٬351 نسمة.
يظهر هذا المخطط البياني تطور النمو السكاني لـ تشيوسانو دي سان دومينيكو

## أعلام
- فرناندو دي نابولي